# Terrestricythere proboscidis
Terrestricythere proboscidis is een mosselkreeftjessoort uit de familie van de Terrestricytheridae. De wetenschappelijke naam van de soort is voor het eerst geldig gepubliceerd in 2007 door Hiruta, Hiruta & Mawatari.